# Lewisburg (Pennsylvania)
Lewisburg ist ein Borough im US-Bundesstaat Pennsylvania und der County Seat des Union County. Laut Volkszählung im Jahr 2020 hatte die Gemeinde eine Einwohnerzahl von 5158 auf einer Fläche von 2,52 km². Der Ort liegt am Susquehanna River knapp 60 Kilometer nördlich von Harrisburg. 

## Geschichte
Lewisburg wurde 1785 von Ludwig Derr gegründet. Der war bereits seit 1763–1769 in der Gegend ansässig und hatte mehrere Grundstücke von der Familie William Penn und anderen benachbarten Landbesitzern erworben, um die Gemeinde zu gründen, welche später zum Verwaltungs- und Wirtschaftszentrum des Union County aufsteigen sollte. Der West Branch des Susquehanna River wurde für die Holzgewinnung und die Schifffahrt genutzt, und an den Ufern des Flusses finden sich Überreste alter Fabriken und anderer alter Steinbauten. Vor und während des Sezessionskrieges lebten viele Abolitionisten in der Gegend, und mehrere Orte innerhalb der Stadt Lewisburg dienten als Haltepunkte der berühmten Underground Railroad.

## Sehenswürdigkeiten
In Lewisburg befinden sich vier im National Register of Historic Places eingetragene Orte.
- Lewisburg Historic District
- Chamberlin Iron Front Building
- Packwood House-American Hotel
- Reading Railroad Freight Station

## Demografie
Nach der Volkszählung 2020 leben in Lewisburg 5158 Menschen. Die Bevölkerung teilt sich im selben Jahr auf in 92,3 % Weiße, 1,8 % Afroamerikaner, 0,1 % amerikanische Ureinwohner, 2,9 % Asiaten und 2,1 % mit zwei oder mehr Ethnizitäten. Hispanics oder Latinos aller Ethnien machten 5,1 % der Bevölkerung aus. Das mittlere Haushaltseinkommen lag bei 39.830 US-Dollar und die Armutsquote bei 15,7 %.

## Bildung
Mit der Bucknell University befindet sich eine private Hochschule in der Gemeinde.

## Söhne und Töchter der Stadt
- John Shaffer (1827–1870), Politiker
- Robert Edward Difenderfer (1849–1923), Politiker
- Tasker H. Bliss (1853–1930), Offizier der US Army
- Amos Smith (1944–2025), Chemiker und Hochschullehrer
- Anthony Pirog (* um 1980), Jazz- und Fusion-Musiker

## Galerie

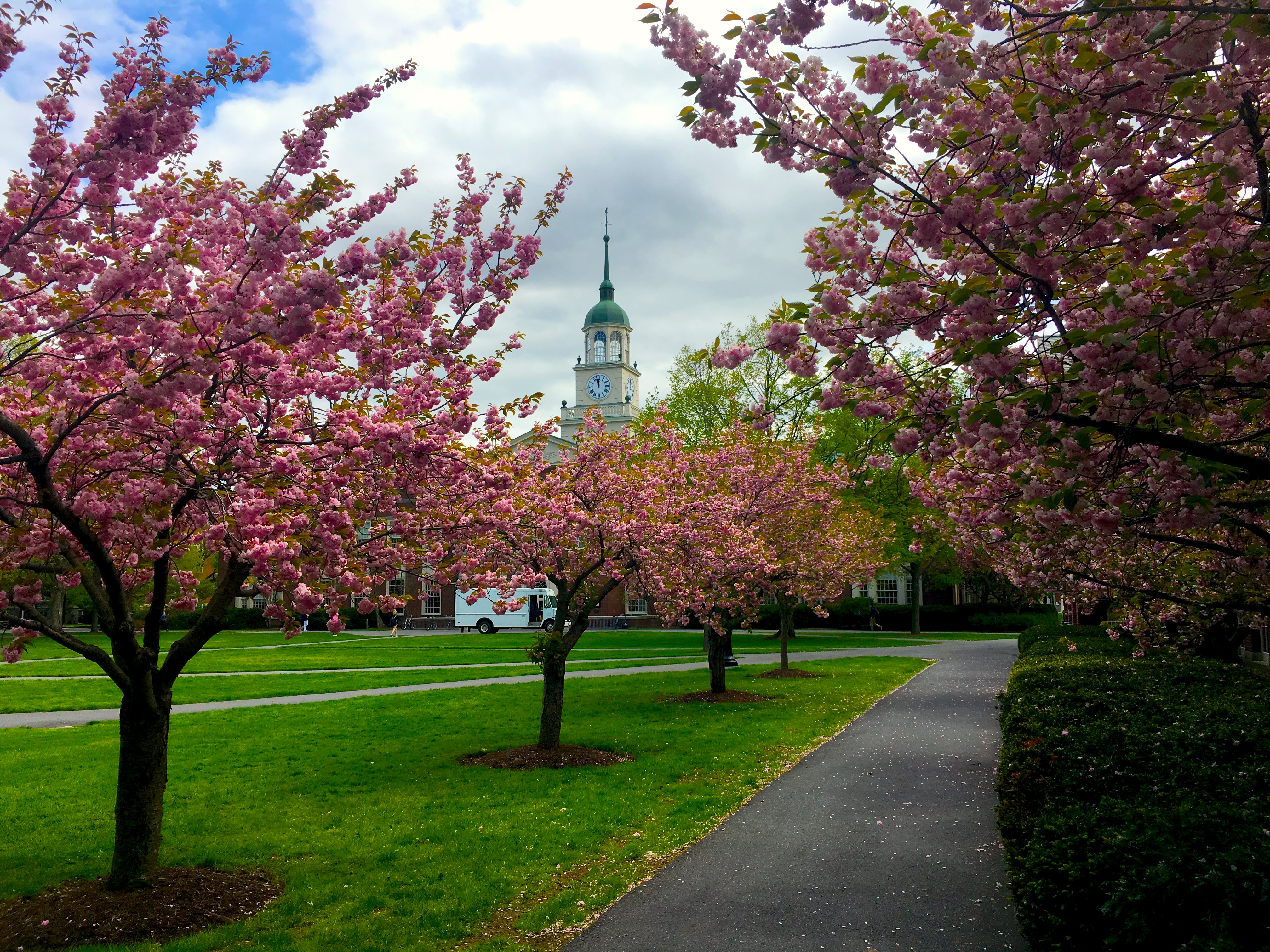
Bucknell University
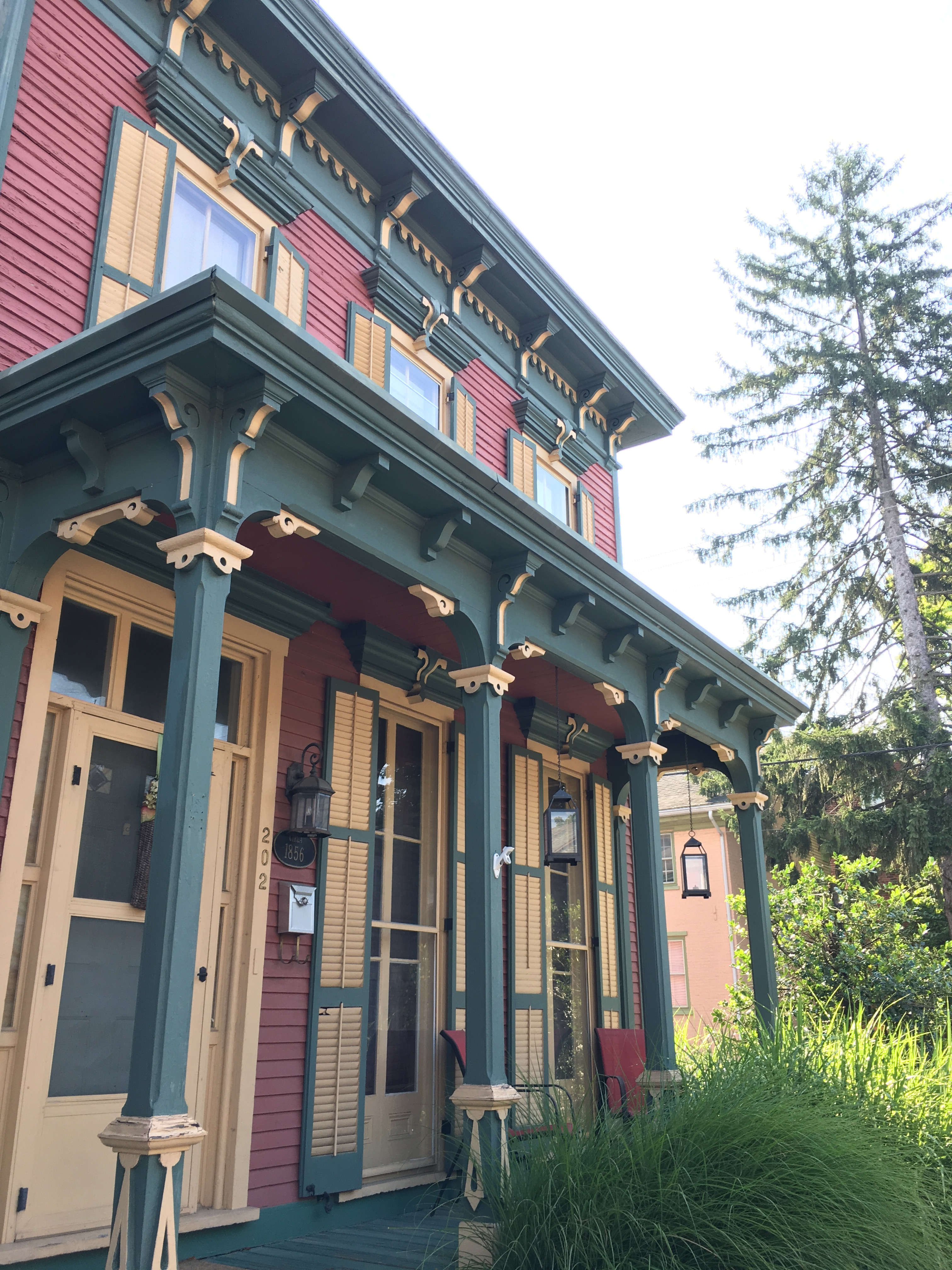
Haus im Lewisburg Historic District
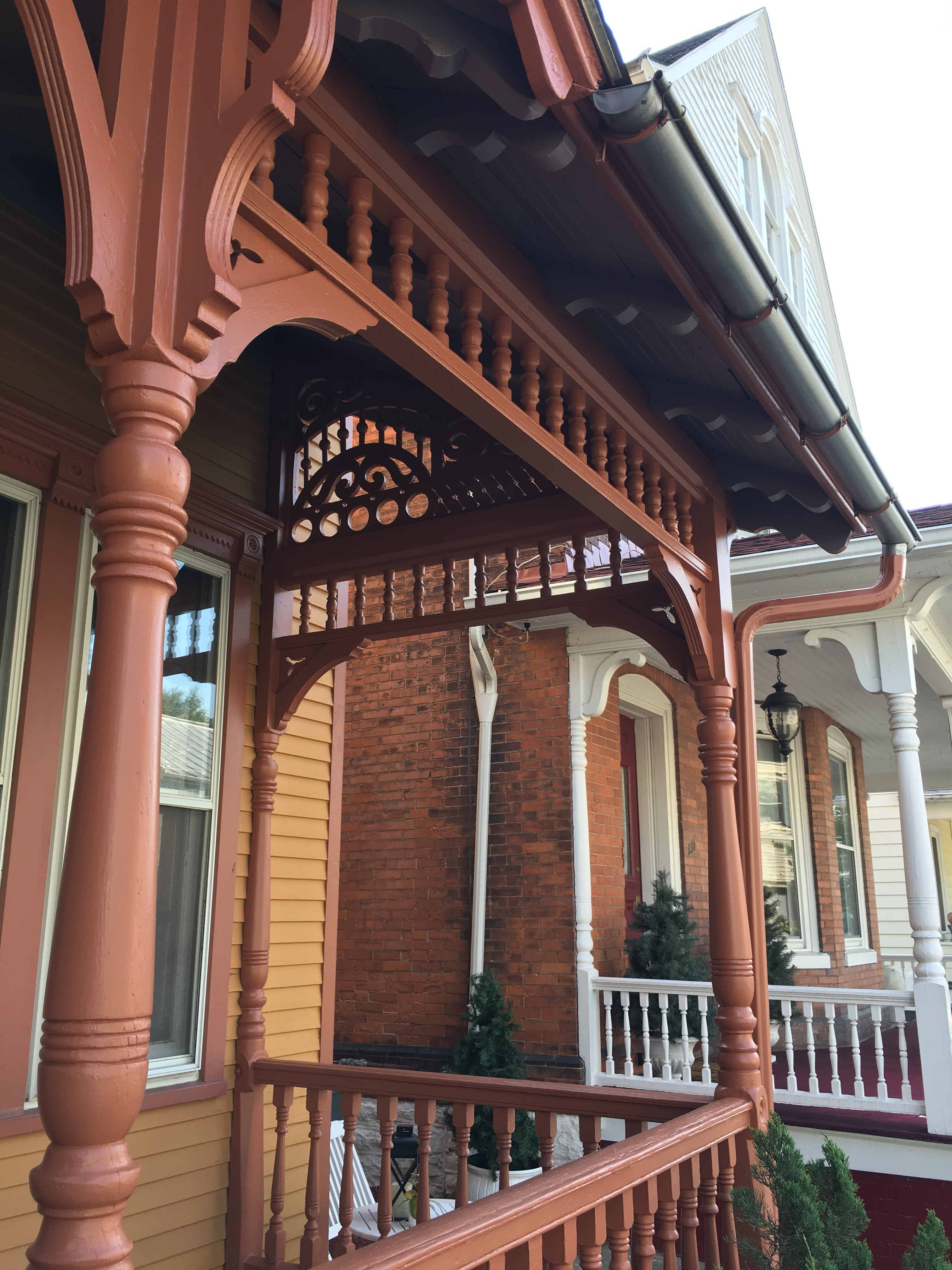
Haus im Lewisburg Historic District
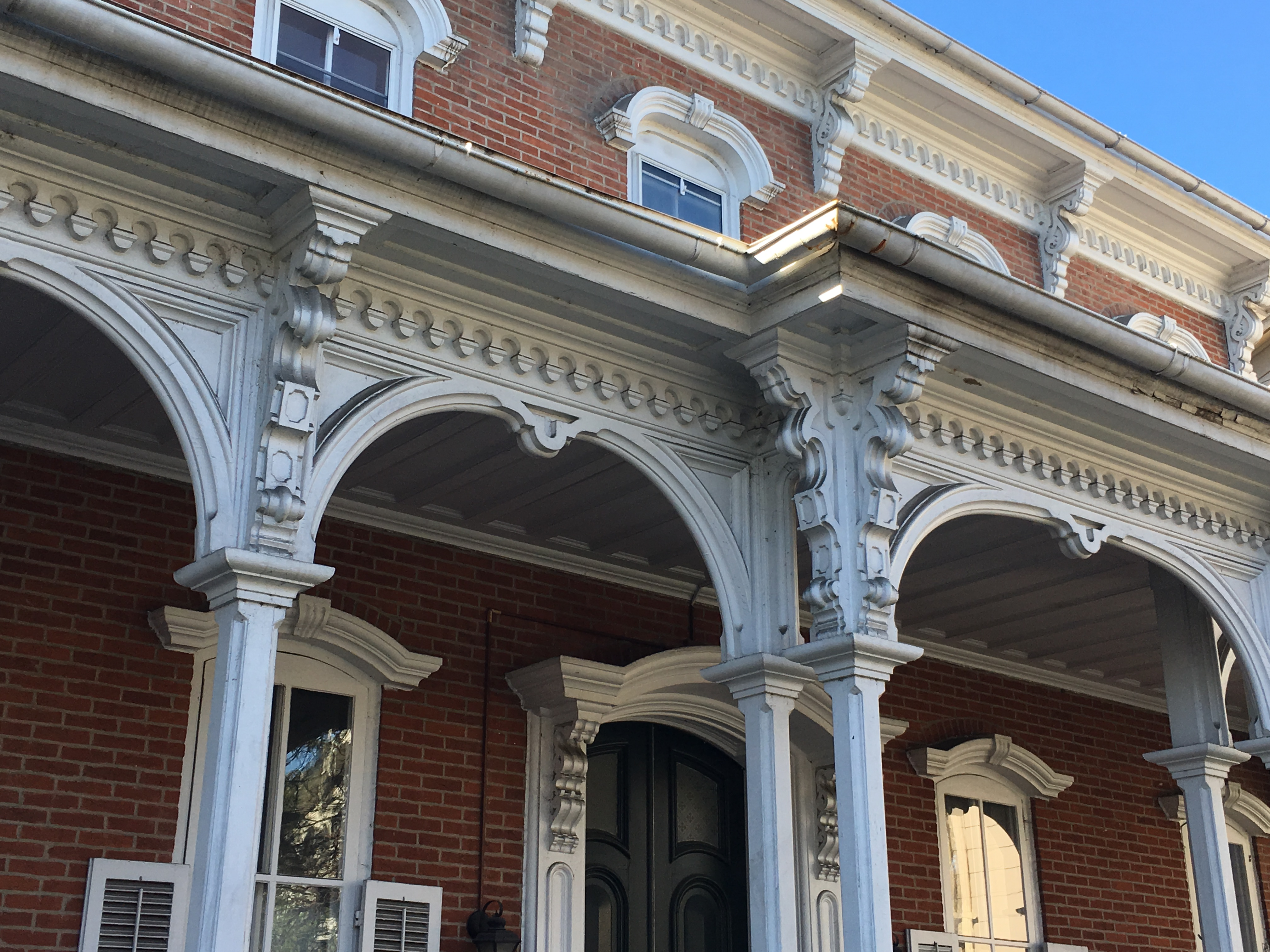
Haus im Lewisburg Historic District
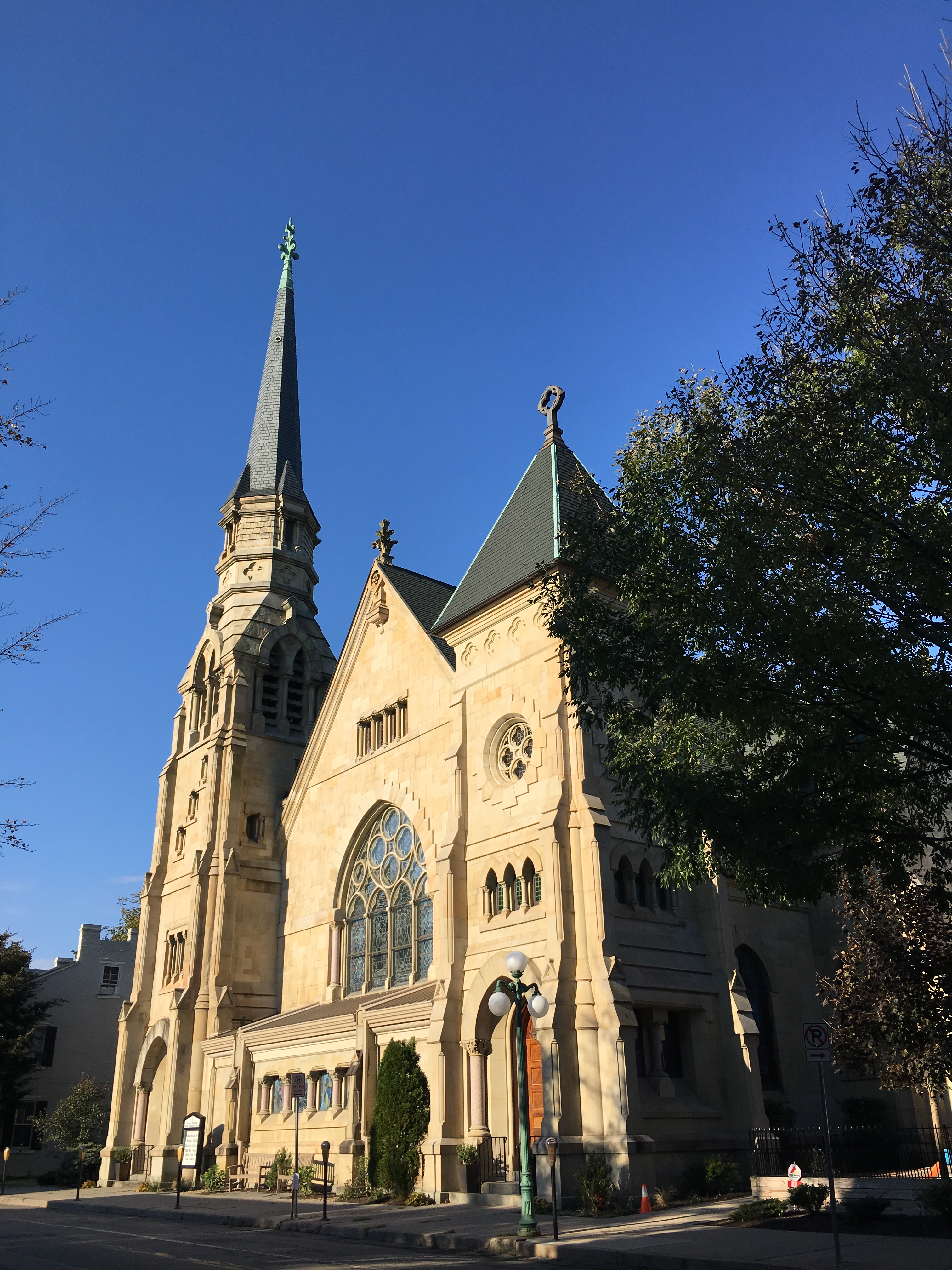
Beaver Memorial Methodist Church
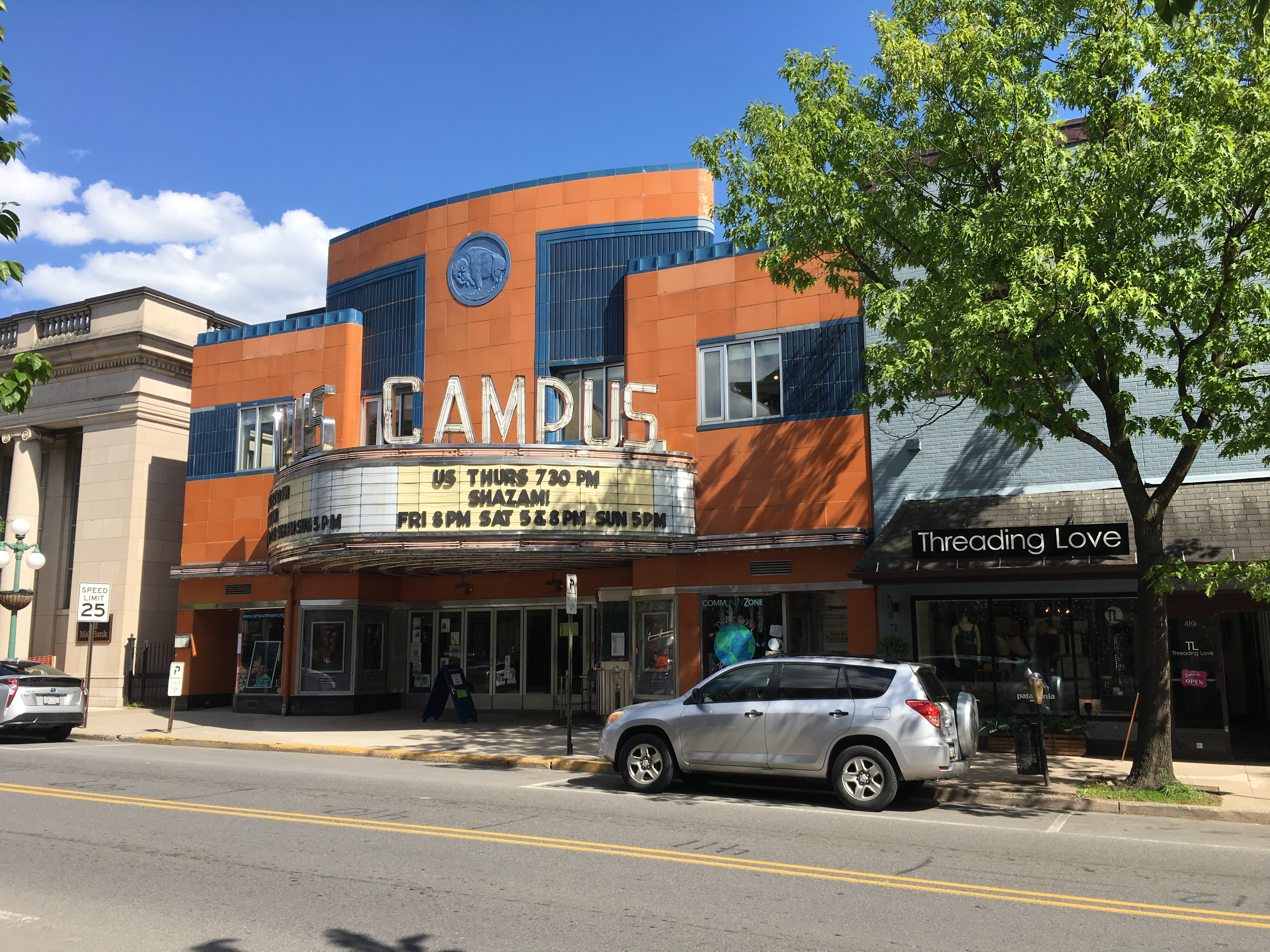
Campus Theatre